# Javier Castillo
Javier Castillo (Mijas, Málaga, 23 de agosto de 1987) es un escritor español.

## Trayectoria
Javier Castillo era asesor financiero y escribió su primera novela, El día que se perdió la cordura, en 2014. Fue publicada inicialmente en una plataforma electrónica; según manifestaciones del propio autor, «el día que acabé el libro imprimí cuatro ejemplares y los mandé a cuatro editoriales grandes, pero no quería esperar su respuesta y aquella misma noche lo subí a Kindle Direct Publishing».
El éxito de ventas en dicha plataforma llevó a varias editoriales a ofrecerle su edición, publicándose en papel en 2016 a través de la editorial Suma de Letras. Su segunda novela se publicó el 11 de enero de 2018.
El juego del alma, se publicó el 25 de marzo de 2021 en España y el 11 de mayo en Estados Unidos. Con el fin de promocionar su publicación, proyectaron una imagen del escritor en la céntrica y famosa plaza de Times Square de Nueva York, lo que le ha convertido en el primer escritor español que se ha promocionado en este lugar.

## Obras
- Serie El día que se perdió la cordura (2017 - 2018, bilogía)
  - El día que se perdió la cordura (2017, SUMA)[8]
  - El día que se perdió el amor (2018, SUMA)[9]
- Todo lo que sucedió con Miranda Huff (2019, SUMA)[10]
- La chica de nieve (2020, SUMA)[11]
- El juego del alma (2021, SUMA)[12]
- El cuco de cristal (2023, SUMA)
- La grieta del silencio (2024, SUMA)
- El susurro del fuego (2025, SUMA)

## Filmografía

### Televisión
| Año  | Título             | Créditos           | Cadena  | Notas       |
| ---- | ------------------ | ------------------ | ------- | ----------- |
| 2023 | La chica de nieve  | Consultor de guion | Netflix | 6 episodios |
| 2025 | El juego del alma  | Consultor de guion | Netflix | 6 episodios |
| TBA  | El cuco de cristal | Consultor de guion | Netflix | 6 episodios |

## Adaptaciones
El 22 de julio de 2020, el escritor anunció vía redes sociales que Globomedia (The Mediapro Studio) y DeAPlaneta habían llegado a un acuerdo para la adaptación en serie de televisión de la bilogía El día que se perdió la cordura, tras el éxito superventas cosechado desde sus respectivas publicaciones.
El 22 de abril de 2021, Netflix y Castillo anunciaron vía redes sociales la adaptación a televisión de su novela La chica de nieve, la cual fue estrenada en enero de 2023 en la plataforma Netflix. Debido a su éxito, la serie renovó por una segunda temporada basada en la secuela de la novela, El juego del alma, que se grabó durante 2024 en Málaga y que se estrenó en enero de 2025 en Netflix.
A finales de 2024 comenzó en Hervás el rodaje de la adaptación de su novela El cuco de cristal.